# Naczynie liturgiczne

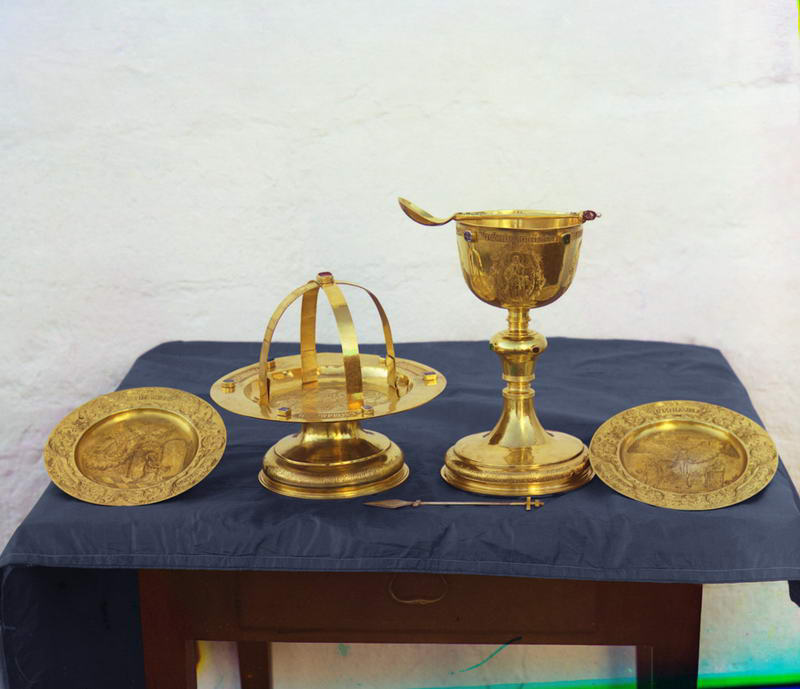
Prawosławne naczynia liturgiczne

Naczynie liturgiczne (łac. vasum sacrum – naczynie święte; l. mn.: vasa sacra) – w kościołach chrześcijańskich naczynie wykorzystywane w liturgii do przechowywania postaci świętych lub innych rzeczy niezbędnych w sprawowaniu liturgii.

## Naczynia liturgiczne w Kościele katolickim
Zgodnie z Ogólnym wprowadzeniem do mszału rzymskiego naczynia liturgiczne z zasady powinny być wykonane ze złota lub metalu odznaczającego się większą szlachetnością. Jeśli są wykonane z metalu ulegającego korozji lub mniej szlachetnego od złota, powinny być pozłacane od wewnątrz. Konferencje episkopatów mogą wyrazić zgodę na użycie innych materiałów, które są powszechnie uważane za szlachetne, np. kość słoniowa, twarde gatunki drewna.
Naczynia liturgiczne można podzielić ze względu na obrzęd, poprzez który są włączane w liturgię:
- naczynia konsekrowane (poświęcone):
  - kielich,
  - patena;
- naczynia pobłogosławione:
  - cyborium,
  - kustodia,
  - monstrancja,
  - melchizedek (lunula);
- naczynia pomocnicze niewłączane w liturgię specjalnym obrzędem:
  - ampułki,
  - lawaterz (lavabo),
  - vasculum,
  - pojemniki na oleje święte,
  - trybularz (kadzielnica),
  - łódka i łyżeczka do nakładania kadzidła,
  - kociołek z kropidłem,
  - hostiarka (pojemnik do przechowywania niekonsekrowanych hostii).